# Aree naturali protette in Kenya
Lista delle aree naturali protette in Kenya

## Parchi nazionali
- Parco nazionale di Aberdare
- Parco nazionale di Amboseli
- Parco nazionale di Arabuko Sokoke
- Parco nazionale di Central Island
- Parco nazionale delle Colline Chyulu
- Parco nazionale di Hell's Gate
- Parco nazionale di Kora
- Parco nazionale del Lago Nakuru
- Parco nazionale di Marsabit
- Parco nazionale di Meru
- Parco nazionale del Monte Kenya
- Parco nazionale del Monte Elgon
- Parco nazionale del Monte Longonot
- Parco nazionale di Nairobi
- Parco nazionale di Ol Donyo Sabuk
- Parco nazionale di Ruma
- Parco nazionale di Saiwa Swamp
- Parco nazionale di Sibiloi
- Parco nazionale dello Tsavo

## Riserve nazionali
- Riserva nazionale isola di Ndere
- Riserva nazionale foresta di Kakamega
- Santuario degli Impala di Kisumu
- Riserva nazionale Samburu
- Riserva nazionale Buffalo Springs
- Riserva nazionale Shimba Hills
- Riserva nazionale Masai Mara
- Arawale National Reserve
- Riserva nazionale di Mwingi
- Riserva nazionale di Bisanadi
- Riserva nazionale di Rahole

## Riserve private
- Solio Game Reserve
- Ol Pejeta Conservancy
- Lewa Wildlife Conservancy

## Parchi e riserve marine
- Riserva nazionale marina Kiunga
- Parco nazionale marino di Kisite-Mpunguti
- Parco nazionale marino di Malindi
- Parco nazionale marino di Watamu
- Parco nazionale marino di Mombasa
- Riserva nazionale marina Mpunguti
- Riserva Delta del Tana